# Nati nel 1951/Ottobre
| Questa pagina contiene informazioni ricavate automaticamente dalle voci biografiche con l'ausilio del template Bio e di un bot. L'aggiornamento è periodico e automatico e ricostruisce completamente la pagina. Se manca una persona in questa lista, sei pregato di non aggiungerla, ma accertati piuttosto che la sua voce biografica contenga il template Bio e che i dati anagrafici siano correttamente compilati. Se il template Bio manca, inseriscilo tu stesso o, in alternativa, metti l'avviso {{tmp\|Bio}} che ne segnala la mancanza. Se i dati riportati sono sbagliati, correggi direttamente la voce biografica; le modifiche saranno visibili in questa lista entro pochi giorni. Per chiarimenti vedi il progetto biografie. La lista contiene solo le 226 persone che sono citate nell'enciclopedia e per le quali è stato implementato correttamente il template Bio. Pagina aggiornata al 18 ago 2025. |

- 1º ottobre - Christine Andreas, attrice e soprano statunitense
- 1º ottobre - Brian Greenway, cantante, chitarrista e compositore canadese
- 1º ottobre - Heddy Honigmann, regista peruviana († 2022)
- 1º ottobre - Satoshi Kawata, fisico giapponese
- 1º ottobre - Will van Kralingen, attrice olandese († 2012)
- 1º ottobre - Maurizio Maggiani, scrittore e giornalista italiano
- 1º ottobre - Vittorio Munari, ex rugbista a 15, allenatore di rugby a 15 e dirigente sportivo italiano
- 2 ottobre - Jean-Louis Cazes, ex calciatore francese
- 2 ottobre - Margherita Cogo, politica italiana
- 2 ottobre - Claudio Fragasso, regista cinematografico, sceneggiatore e produttore cinematografico italiano
- 2 ottobre - Panagiōtīs Kouroumplīs, politico greco
- 2 ottobre - Oliviero Lacagnina, compositore italiano
- 2 ottobre - Sam Pellom, ex cestista statunitense
- 2 ottobre - Romina Power, cantante, attrice e personaggio televisivo statunitense
- 2 ottobre - Giorgio Sacchetti, storico italiano
- 2 ottobre - Vitalij Ševčenko, allenatore di calcio e ex calciatore sovietico
- 2 ottobre - Sting, cantautore, polistrumentista e attore britannico
- 3 ottobre - Hans Bongartz, allenatore di calcio e ex calciatore tedesco
- 3 ottobre - Clive Charles, allenatore di calcio e calciatore inglese († 2003)
- 3 ottobre - Bernard Cooper, romanziere e scrittore statunitense
- 3 ottobre - Jack Harris, cantante inglese
- 3 ottobre - Blaž Kavčič, politico e economista sloveno
- 3 ottobre - Roberta Mazzoni, sceneggiatrice, regista e scrittrice italiana
- 3 ottobre - Keb' Mo', cantautore e musicista statunitense
- 3 ottobre - Kathryn Sullivan, ex astronauta statunitense
- 3 ottobre - István Tóth, ex lottatore ungherese
- 3 ottobre - Dave Winfield, ex giocatore di baseball statunitense
- 3 ottobre - Angelo De Polo, ex bobbista italiano
- 4 ottobre - Massimo Chiaventi, politico italiano († 1999)
- 4 ottobre - Tana De Zulueta, politica italiana
- 4 ottobre - Mark Demling, ex calciatore statunitense
- 4 ottobre - Aad van den Hoek, ex ciclista su strada e dirigente sportivo olandese
- 4 ottobre - Massimo Magnani, ex maratoneta italiano
- 4 ottobre - Magda Maros, ex schermitrice ungherese
- 4 ottobre - Truck Robinson, ex cestista e allenatore di pallacanestro statunitense
- 4 ottobre - Norbert Sattler, canoista austriaco († 2023)
- 4 ottobre - Kenneth Shelley, ex pattinatore artistico su ghiaccio statunitense
- 4 ottobre - Giulio Silenzi, politico italiano
- 4 ottobre - Atanas Šopov, ex sollevatore bulgaro
- 5 ottobre - Karen Allen, attrice statunitense
- 5 ottobre - Willie Donachie, allenatore di calcio e ex calciatore scozzese
- 5 ottobre - Bob Geldof, cantante, attore e attivista irlandese
- 5 ottobre - Marianne Noack, ex ginnasta tedesca
- 5 ottobre - Gian Filippo Pizzo, saggista italiano († 2021)
- 5 ottobre - Leah Poulos, ex pattinatrice di velocità su ghiaccio statunitense
- 5 ottobre - Andreas Schulz, ex canottiere tedesco
- 6 ottobre - Giancarlo Acciaro, politico italiano
- 6 ottobre - Bożena Marciniak, ex cestista polacca
- 6 ottobre - Alex Pedrazzini, politico e militare svizzero († 2021)
- 6 ottobre - Jorge Socías, allenatore di calcio e ex calciatore cileno
- 6 ottobre - Manfred Winkelhock, pilota automobilistico tedesco († 1985)
- 7 ottobre - Vladimir Balluku, ex calciatore albanese
- 7 ottobre - Enki Bilal, fumettista e regista francese
- 7 ottobre - Natsuo Kirino, scrittrice giapponese
- 7 ottobre - Giacomo Libera, ex calciatore italiano
- 7 ottobre - John Mellencamp, musicista, cantante e compositore statunitense
- 7 ottobre - Claudio Rapezzi, cardiologo italiano († 2022)
- 7 ottobre - Marc Storace, cantante maltese
- 8 ottobre - Terry Hayes, sceneggiatore, produttore cinematografico e scrittore britannico
- 8 ottobre - Lenke Jacsó, ex cestista ungherese
- 8 ottobre - Maki Kaji, imprenditore giapponese († 2021)
- 8 ottobre - Beppe Montana, poliziotto italiano († 1985)
- 8 ottobre - Marc Perrone, fisarmonicista e cantautore francese
- 8 ottobre - Timo Salonen, ex pilota di rally finlandese
- 9 ottobre - Leonzio Borea, politico italiano
- 9 ottobre - Richard Chaves, attore statunitense
- 9 ottobre - Serge Racine, ex calciatore haitiano
- 9 ottobre - Archie Roboostoff, calciatore statunitense († 2019)
- 9 ottobre - Elvio Ruffino, politico italiano († 2019)
- 9 ottobre - Ryszard Rynkowski, cantautore e pianista polacco
- 9 ottobre - Fina Torres, regista venezuelana
- 9 ottobre - Robert Wuhl, attore e comico statunitense
- 9 ottobre - Riccardo Zappa, chitarrista italiano
- 9 ottobre - Roby Zucchi, sciatore nautico e dirigente sportivo italiano
- 10 ottobre - Jeanette, cantante britannica
- 10 ottobre - Francesco Mastrogiovanni, anarchico italiano († 2009)
- 10 ottobre - Francisco Ozoria Acosta, arcivescovo cattolico dominicano
- 10 ottobre - Giusi Quarenghi, scrittrice italiana
- 10 ottobre - Don Smith, cestista statunitense († 2004)
- 10 ottobre - Dmitrij Svetozarov, regista sovietico
- 10 ottobre - Paolo Vineis, epidemiologo e saggista italiano
- 10 ottobre - Marco Zacchera, politico italiano
- 11 ottobre - Mukul S. Anand, regista indiano († 1997)
- 11 ottobre - Jackie Basehart, attore statunitense († 2015)
- 11 ottobre - Bruce Beehler, ornitologo statunitense
- 11 ottobre - Patrick Chauvet, presbitero francese
- 11 ottobre - Antonio Fosson, politico italiano
- 11 ottobre - Goa Gil, disc jockey statunitense († 2023)
- 11 ottobre - Jean-Jacques Goldman, cantautore francese
- 11 ottobre - Tramaine Hawkins, cantante statunitense
- 11 ottobre - Kim Ja-ok, attrice sudcoreana († 2014)
- 11 ottobre - Louise Rennison, scrittrice britannica († 2016)
- 12 ottobre - Giuseppe Bertagna, pedagogista italiano
- 12 ottobre - Luciano Borgognoni, ciclista su strada e pistard italiano († 2014)
- 12 ottobre - Michail Jur'evič Bulgakov, calciatore sovietico († 1984)
- 12 ottobre - István Halász, calciatore ungherese († 2016)
- 12 ottobre - Luciana Meles, ex judoka, pesista e giavellottista italiana
- 12 ottobre - Philippe Niang, regista e sceneggiatore francese
- 12 ottobre - Ed Royce, politico statunitense
- 12 ottobre - Lawrence Sutin, scrittore statunitense
- 13 ottobre - Eduardo Gómez Quintero, ex cestista dominicano
- 13 ottobre - Antōnīs Kafetzopoulos, attore turco
- 13 ottobre - Hans Kniewasser, sciatore alpino austriaco († 2012)
- 13 ottobre - Mary Lambert, regista statunitense
- 13 ottobre - Matthieu Nguyễn Văn Khôi, vescovo cattolico vietnamita
- 13 ottobre - Elie Onana, calciatore camerunese († 2018)
- 14 ottobre - Carlos Loredo, calciatore cubano († 1998)
- 14 ottobre - Ștefan Sameș, calciatore rumeno († 2011)
- 14 ottobre - John Sumner, attore inglese
- 14 ottobre - Andrew Taylor, scrittore britannico
- 15 ottobre - Abd al-Mun'im Abu l-Futuh, medico e politico egiziano
- 15 ottobre - Fabio Garagnani, politico italiano
- 15 ottobre - A.F.Th. van der Heijden, scrittore olandese
- 15 ottobre - Eugenio Perico, allenatore di calcio e ex calciatore italiano
- 15 ottobre - Anne-Karine Strøm, cantante norvegese
- 15 ottobre - Roscoe Tanner, ex tennista statunitense
- 15 ottobre - Fratelli Vaccaro Notte, italiano († 1999)
- 15 ottobre - Rafayel Vahanyan, scacchista armeno
- 15 ottobre - Hani al-Mulki, politico giordano
- 16 ottobre - Marina Coffa, attrice italiana († 2011)
- 16 ottobre - Daniel Gerroll, attore britannico
- 16 ottobre - Ulrike Kindl, linguista italiana
- 16 ottobre - Ai Nagai, scrittrice, drammaturga e regista teatrale giapponese
- 16 ottobre - Giuseppe Porrino, calciatore italiano († 2021)
- 16 ottobre - Aleksej Jur'evič Smirnov, fisico russo
- 16 ottobre - Alan Wheat, politico statunitense
- 17 ottobre - Annie Borckink, ex pattinatrice di velocità su ghiaccio olandese
- 17 ottobre - Roger Pontare, cantante svedese
- 17 ottobre - Prabowo Subianto, imprenditore e politico indonesiano
- 18 ottobre - Klaus Auhuber, ex hockeista su ghiaccio tedesco
- 18 ottobre - Pam Dawber, attrice e ex modella statunitense
- 18 ottobre - Terry McMillan, scrittrice statunitense
- 18 ottobre - Nic Potter, bassista britannico († 2013)
- 18 ottobre - Livio Sossi, saggista e conduttore radiofonico italiano († 2019)
- 19 ottobre - Cástor Oswaldo Azuaje Pérez, vescovo cattolico venezuelano († 2021)
- 19 ottobre - Demetrios Christodoulou, matematico e fisico greco
- 19 ottobre - Giuseppe Flachi, mafioso italiano († 2022)
- 19 ottobre - Valerij Gladilin, politico, ex calciatore e allenatore di calcio russo
- 19 ottobre - Annie Golden, attrice e cantante statunitense
- 19 ottobre - John Maddock, ex cestista australiano
- 19 ottobre - Myriam Mézières, attrice, sceneggiatrice e cantante francese
- 19 ottobre - Peter Pander, ex calciatore, dirigente sportivo e manager tedesco
- 19 ottobre - Kurt Schrader, politico e veterinario statunitense
- 20 ottobre - Hans-Georg Aschenbach, saltatore con gli sci tedesco
- 20 ottobre - Maria Zilda Bethlem, attrice brasiliana
- 20 ottobre - Al Greenwood, tastierista statunitense
- 20 ottobre - Ibsen Martínez, drammaturgo, giornalista e scrittore venezuelano († 2024)
- 20 ottobre - Aleksandr Mirzojan, allenatore di calcio e ex calciatore sovietico
- 20 ottobre - Pietro Pascucci, ex cestista italiano
- 20 ottobre - Enzo Porchi, ex cestista e allenatore di pallacanestro italiano
- 20 ottobre - Claudio Ranieri, dirigente sportivo, ex calciatore e allenatore di calcio italiano
- 21 ottobre - Roberto Cipriani, imprenditore e politico italiano
- 21 ottobre - Dante Marmone, attore, commediografo e regista teatrale italiano
- 21 ottobre - Vittorio Messa, politico italiano
- 21 ottobre - Palmiero Susi, politico italiano
- 21 ottobre - Ademir Vieira, allenatore di calcio e ex calciatore brasiliano
- 21 ottobre - Chiara Volpato, psicologa italiana
- 22 ottobre - Dan Counce, ex calciatore statunitense
- 22 ottobre - Filippo Destrieri, compositore, arrangiatore e tastierista italiano
- 22 ottobre - Al Faber, ex cestista olandese
- 22 ottobre - Nelsi Morais, ex calciatore brasiliano
- 22 ottobre - Roberto Mozzini, ex calciatore italiano
- 22 ottobre - Janet Young, ex tennista australiana
- 23 ottobre - Ángel de Andrés López, attore spagnolo († 2016)
- 23 ottobre - Mirosław Bulzacki, ex calciatore polacco
- 23 ottobre - Charly García, tastierista, produttore discografico e compositore argentino
- 23 ottobre - David Johnson, calciatore e allenatore di calcio inglese († 2022)
- 23 ottobre - Gerd Kische, ex calciatore tedesco orientale
- 23 ottobre - Michael Rupert, attore e cantante statunitense
- 23 ottobre - Fatmir Sejdiu, politico kosovaro
- 23 ottobre - Luiz Tatit, cantante, compositore e linguista brasiliano
- 24 ottobre - Philip Candelas, matematico e fisico britannico
- 24 ottobre - Takashi Gojobori, biologo e genetista giapponese
- 24 ottobre - Meredith Hunter, statunitense († 1969)
- 24 ottobre - Ekaterina Georgievna Novickaja, pianista russa
- 24 ottobre - Walter Plaikner, ex slittinista italiano
- 24 ottobre - Tamra Rosanes, cantante statunitense
- 25 ottobre - Anne Alvaro, attrice francese
- 25 ottobre - Edward Ballinger, ex schermidore statunitense
- 25 ottobre - Darío Felman, ex calciatore argentino
- 25 ottobre - Jahja Ling, direttore d'orchestra e pianista cinese
- 25 ottobre - Richard Lloyd, chitarrista statunitense
- 25 ottobre - Rolf Niederhauser, scrittore svizzero
- 25 ottobre - Luigi Salvatori, pittore, architetto e critico d'arte italiano
- 25 ottobre - Inija Trinkūnienė, etnologa, sociologa e psicologa lituana
- 25 ottobre - Ransom Wilson, flautista, direttore d'orchestra e docente statunitense
- 26 ottobre - Bootsy Collins, cantante e bassista statunitense
- 26 ottobre - Vladimir Loveckij, ex velocista sovietico
- 26 ottobre - Tommy Mars, tastierista statunitense
- 26 ottobre - Giovanni Masotti, giornalista italiano
- 26 ottobre - Julian Schnabel, pittore e regista statunitense
- 26 ottobre - Fabiano Speggiorin, dirigente sportivo, allenatore di calcio e ex calciatore italiano
- 26 ottobre - Bruce Wallrodt, atleta paralimpico australiano († 2019)
- 27 ottobre - Aldo Ammazzalorso, allenatore di calcio e ex calciatore argentino
- 27 ottobre - K. K. Downing, chitarrista e compositore britannico
- 27 ottobre - Wolfgang Junginger, sciatore alpino tedesco († 1982)
- 27 ottobre - Jayne Kennedy, personaggio televisivo, modella e attrice statunitense
- 27 ottobre - Toninho Barroso, allenatore di calcio brasiliano
- 27 ottobre - Marc Weller, ex calciatore francese
- 28 ottobre - María Jesús Aramburu del Río, politica spagnola
- 28 ottobre - Renato Cecchetto, attore, doppiatore e direttore del doppiaggio italiano († 2022)
- 28 ottobre - Guido Dell'Aquila, giornalista e autore televisivo italiano
- 28 ottobre - Joachim Fritsche, ex calciatore tedesco orientale
- 28 ottobre - Ronnie e Donnie Galyon, statunitense († 2020)
- 28 ottobre - Marvin Heemeyer, operaio statunitense († 2004)
- 28 ottobre - Aleksandăr Krajčev, ex sollevatore bulgaro
- 28 ottobre - Joe R. Lansdale, scrittore statunitense
- 28 ottobre - Charles Orlanducci, ex calciatore e dirigente sportivo francese
- 28 ottobre - Mike Sharpe, wrestler canadese († 2016)
- 29 ottobre - Stewart Barrowclough, ex calciatore inglese
- 29 ottobre - Patrizia Casagrande Esposto, politica italiana († 2017)
- 29 ottobre - Dirk Kempthorne, politico statunitense
- 29 ottobre - Christine Matison, ex tennista australiana
- 29 ottobre - Tiff Needell, pilota automobilistico e conduttore televisivo britannico
- 30 ottobre - Aldo Audisio, museologo italiano
- 30 ottobre - Trilok Gurtu, percussionista, batterista e musicista indiano
- 30 ottobre - Harry Hamlin, attore statunitense
- 30 ottobre - Frank Pallone, politico statunitense
- 30 ottobre - Jenny Randles, giornalista e scrittrice britannica
- 30 ottobre - P. Craig Russell, fumettista e illustratore statunitense
- 30 ottobre - Poncho Sanchez, musicista messicano
- 31 ottobre - François Bracci, allenatore di calcio e calciatore francese († 2023)
- 31 ottobre - Boris Gombač, saggista e storico sloveno
- 31 ottobre - Nick Saban, allenatore di football americano statunitense
- 31 ottobre - Abdoulaye Sarr, allenatore di calcio e ex calciatore senegalese
- 31 ottobre - Sándor Zombori, ex calciatore ungherese